# Disney Channel (Canada)
 (juillet 2025).
Si vous disposez d'ouvrages ou d'articles de référence ou si vous connaissez des sites web de qualité traitant du thème abordé ici, merci de compléter l'article en donnant les références utiles à sa vérifiabilité et en les liant à la section « Notes et références ».
Pour les articles homonymes, voir Disney Channel.
Disney Channel est une chaîne de télévision payante canadienne en langue anglaise spécialisée lancée le 1er septembre 2015 et détenue par Corus Entertainment sous licence du groupe américain Walt Disney Television. Déclinaison francophone canadienne de la chaîne américaine Disney Channel et diffuse des émissions et dessins animés, destinés aux enfants de 6 à 14 ans. Cette création fait suite au contrat établi entre le groupe américain Disney et la société cannadienne Corus pour les droits de rediffusion des productions; le concurrent DHX Media proposant une partie du catalogue Disney au travers des chaînes Disney XD et Disney Junior.

## Histoire

### Origine de la chaîne
Depuis son lancement le 1er septembre 1988, la langue anglaise de catégorie A prime télé à la carte / câble de base et la chaîne de télévision par satellite family, qui est maintenant la propriété par le propriétaire de la bibliothèque de programmation DHX Media pour enfants et précédemment détenu par Astral Media jusqu'à son acquisition par Bell Canada en 2013, tenue de présenté les droits canadiens à la bibliothèque de programmation de Disney Channel. en tant que tel, il a été exploité sous licence des versions canadiennes de marques dérivées de Disney Channel, Disney XD (plus tard la Family CHRGD) et Disney Junior (plus tard Family Jr. et Télémagino; ce dernier qui fonctionne comme un canal multiplex de diffusion de famille en anglais avec une diffusion de services sous licence séparée en français) que ses canaux multiplex[réf. nécessaire].

### Lancement et développement
Le 16 avril 2015, Disney et Corus Entertainment annoncent un contrat en vue de la création d'un Disney Channel canadien. Le 24 septembre 2015, Corus lancer le service Watch Disney au Canada, associé à la chaîne Disney Channel. La chaîne lance dans le cadre d'un nouvel accord de licence entre Corus et Television Group Disney-ABC, dont le coût et la durée de l'accord de licence ne sont pas divulgués. Corus annonce également souhaiter lancer une version canadienne de Disney Channel, le 1er septembre 2015; le service se compose d'une chaîne de télévision linéaire, avec TV apps Everywhere (Application de Disney Channel Canada) et les services de vidéo sur demande pour les plates-formes de télévision. Corus indique trasférer « certaines offres de télévision Disney channel » vers dee nouveaux services qui lui appartiendraient dans le futur ; soit XD Disney Junior et Disney Corus lancées le 1er décembre 2015. En attendant, Disney Channel a diffusé des blocs contenant des programmes Disney Junior et Disney XD sélectionnés. Pour la saison 2015-2016 de télévision, DHX conséquent repositionnés son Disney XD et Disney Junior les deux langues comme Family CHRGD et Family Jr. et Télémagino, respectivement et a commencé à l'élimination progressive des émissions Disney des deux chaînes et de la famille; L'accord de licence de DHX avec Disney a officiellement pris fin en janvier 2016[réf. nécessaire].
Disney Channel fonctionne comme un exempté service de catégorie B[pas clair] : et que de nouvelles politiques mises en œuvre en 2012, les canaux avec moins de 200 000 abonnés qui seraient autrement répondre à la définition d'un service de catégorie B sont exemptés de licence par le CRTC[pas clair].

## Lancement de la chaîne
Corus déclare la disponibilité de Disney Channel auprès de 10 millions de foyers à son lancement, retranmsis à travers la plupart des grands réseaux câblés canadiens, les opérateurs IPTV Bell Télé Fibe, Telus et SaskTel ainsi que les diffuseur nationaux par satellite Bell Télé et Shaw Direct[réf. nécessaire].
Le 10 juillet 2025, Corus Entertainment annonce qu'en raison de la pression financière existante au sein de l'entreprise, elle fermerait La Chaîne Disney, Nickelodeon, Disney XD, Disney Jr. et ABC Spark à minuit le 1er septembre 2025. Malgré la fermeture, Disney Channel le seul réseau de marque Disney à continuer d'opérer au Canada.

### Identité graphique

Logo de 2015 à 2017
Logo de 2017 à 2019
Logo depuis 2019

## Programmation
La chaîne diffuse toutes les émissions de Disney Channel américain, ainsi qu'un minimum d'émissions canadiennes.

## Les anciens blocs de programmation
- Disney XD sur Disney Channel - un bloc de programmation qui est diffusée la fin de semaine avec des programmes de Disney XD; le bloc a été interrompu après le 29 novembre 2015, en raison du lancement de la chaîne Disney XD de Corus Le Disney XD sur le bloc Disney Channel diffuse encore parfois montrer des épisodes spéciaux tels que Lab Rats: Elite Force le premier épisode.
- Disney Junior sur Disney Channel -. Une programmation mettant en vedette bloc de programmation en semaine de Disney Junior. Le bloc a été interrompu après le 18 décembre 2015, en raison du lancement de la chaîne Disney Junior de Corus.
- Famalama DingDong - un bloc de quatre jours avec les chaînes sœurs YTV et Teletoon. Première mondiale du nouveau spectacle de Disney Channel : Stuck in the Middle ainsi que des films comme Invisible Sister et de nouveaux épisodes de Girl Meets World le 12 février 2016. Dernière chaîne à le diffuser, le 15 février 2016 après YTV et Teletoon.